# シュメール語
シュメール語（シュメールご、𒅴𒂠 - eme-ĝir15）は、古代メソポタミアで使用された言語である。

## 歴史
紀元前2600年の楔形文字のシュメール文字が解読されたことにより、原シュメール語の使用が確認された。時代が進むにつれアッカド語に押され、紀元前2000年頃にシュメール人のウル第三王朝が滅亡し、セム語系アッカド語を話すアッカド王朝を経て、約200年（イシン・ラルサ時代）後の紀元前1830年にセム語系アムル語を話すアムル人のバビロン第1王朝に覇権が移る頃に、口語としては死語となった。シュメール語の死語化については、軍事征服による虐殺や言語の強制といった兆候は発見されていない。シュメール都市への移住者が少数のうちは移民も速やかにシュメール化されたが、ある時期から比較的短期間にセム語民族が大量に流入し、シュメール人が逆に吸収されてしまったものと推測されている。
しかし、古代メソポタミア社会において宗教語、学者語として長く受け継がれ、ヨーロッパにおけるラテン語やインドにおけるサンスクリットに類似した地位を与えられた。

## 系統
シュメール語と同系統と考えられる言語は発見されておらず、孤立した言語とされる。
シュメール語圏にはセム語を話す人々が混住していたが、セム語との系統関係は認められない。近年エラム語とシュメール語の系統関係の存在を主張する者もいるが、立証されていない。母音調和が存在する膠着語という点ではウラル語族、アルタイ諸語とも類似するが、シュメール語は能格言語、ウラル・アルタイ諸語は対格言語という根本的相違がある。能格言語で膠着語の言語はバスク語やカフカス諸語があり、シュメール語はこれらに近縁かも知れない。これを支持する説としてデネ・コーカサス大語族がある。

## 時代区分
- 原シュメール語（Archaic Sumerian） - 紀元前2600年以前
- 古シュメール語（Old or Classical Sumerian） - 紀元前2600年 - 紀元前2300年頃
- 新シュメール語（Neo-Sumerian） - 紀元前2300年 - 紀元前2000年頃
- 後期シュメール語（Late Sumerian） - 紀元前2000年 - 紀元前1700年頃
- ポストシュメール語（Post-Sumerian）- 紀元前1700年以降

## 文法
一般に膠着語に分類されている。語順は、主語-目的語-動詞の順序を取るSOV型である。冠詞は存在しない。また能格を持ち、同じ単語を連続させることで複数を表した。

### 名詞の形態論
シュメール語の名詞は、概して1つまたは2つの音節の語根で構成される（igi「目」、e2「家、家族」、nin「女性」）が、一部3音節で構成される語根も存在する（šakanka「市場」など）。文法性は人間とそれ以外を区別する有生性を持つ。前者は神や彫像なども「人間」性として含めるが動物や植物は含めず、また後者は集合名詞も含める。
形容詞やその他の修飾語は、名詞または被修飾語に後置される。例えば「偉大な王」と言う場合は lugal maḫ（王・偉大な）となる。
屈折はほとんど見られず、名詞や動詞へ接辞を繋ぎ合わせる膠着語的な性質が強い。典型的な接辞や修飾語の順序は名詞 - 形容詞 - 数詞 - 属格句 - 関係節 - 所有接辞 - 複数接辞 - その他の格接辞である。例えば、 dig̃ir gal-gal-g̃u-ne-ra は、神-偉大な(畳語)-私の-複数-与格　であり、全体的な意味は「我の偉大なる神々の全てのために」となる。所有接辞、複数接辞、その他格接辞はかつては接尾辞として扱われてきたが、最近では前接語または後置詞とみなされている。
複数接辞は人間性では -(e)ne であり、非人間性には複数接辞は付かない。しかし、形容詞 ḫi-a「多数の」や複数を表すコピュラ/-meš/、名詞または形容詞の重ね合わせ（kur-kur「全ての異国の地」、a gal-gal「全ての素晴らしき水」、重ね合わせることで「全体」を意味するようになると考えられている）などによる表現も可能である。その他の格接辞には -Ø（絶対格、-e（能格）、-e（位格-終止格、「～の近くに/で」）、-ak（属格）、-gin（様格、「～として」「～のように」）、-r(a)（与格）、-(e)š(e)（向格、「～へ」「～に向かって」）、-da（共格）、-a（処格）、-ta（奪格）がある。これらの格接辞に含まれない場所や時間を示したい場合は属格句を用いる。
| 格           | 人間 | 非人間 |
| ------------ | ---- | ------ |
| 属格         | -ak  | -ak    |
| 能格         | -e   | -e     |
| 絶対格       | -Ø   | -Ø     |
| 与格         | -ra  | —      |
| 位格-終止格  | —    | -e     |
| 処格         | -a   | -a     |
| 処格2        | —    | -ne    |
| 向格         | -še  | -še    |
| Adverbiative | -eš  | -eš    |
| 奪格         | -ta  | -ta    |
| 共格         | -da  | -da    |
| 様格         | -gen | -gen   |

人称代名詞はそれぞれ g̃e26-e（1人称単数）、ze2-e（2人称単数）、a-ne または e-ne（三人称人間単数）、a/e-ne-ne（3人称人間複数）であり、所有接辞はそれぞれ -g̃u10（1人称単数）、-zu（2人称単数）、-(a)-n(i)（3人称人間単数）、-b(i)（3人称非人間単数/複数）、-me（1人称複数） -zu-ne-ne（2人称複数）、-(a)-ne-ne（3人称活動体複数）である。これらの接尾辞の多くは、開音節の名詞、即ち母音で終わる名詞に接続する場合、しばしば母音脱落が発生する。

### 動詞の形態論
シュメール語の定動詞は法を区別し、主語と目的語に数と性が一致（呼応）する。一致によってシュメール語は主語を必ずしも必要としない。例えば「私はあの家へ行く」と言う場合、e2-še3 ib2-ši-du-un のように主語を書かない。また、この文は e2-še3 i3-du-un とも言え、また単に ib2-ši-du-un「私はあそこへ行く」と言うこともできる。
シュメール語の動詞は過去と非過去（現在と未来）の2つの時制、完了と不完了の2つの相を区別する。これらの区別はそれぞれ異なる活用形と、さらに多くの動詞では異なる語幹を持つ。シュメール語が受動態や中間態を持っていたかについては専門家の間では意見が分かれている。
動詞の語根はほとんどが単音節語根であり、様々な接辞と結びついて、いわゆる「動詞の鎖」を形成する。定動詞は接頭辞と接尾辞両方を持つ一方、準動詞は接頭辞は付かず接尾辞のみを持つ。接頭辞は大まかに叙法接頭辞、活用接頭辞、promotional and dimensional prefix の3つに分けることができる。

## 表記
シュメール語が使用されていた時代には専ら楔形文字で表記された。最も古い文書の中にはまだ楔形の形態を取らない絵文字（古拙文字）で表記されたものも存在する。現代では研究を容易にするためにアルファベットを用いて翻字（音訳表記）がなされる。ただしシュメール語では同音異義語（同音異字）が多く存在するため、アルファベット表記にした際に判別が困難になる問題があり、数字を付加することで対応している（例えば du「行く」、du3「建てる」。du の異義語は20を超える）。

## シュメール語文学
- シュメール創世神話（英語版）
- エンメルカル伝説
  - 『エンメルカルとアラッタの領主（英語版）』
  - 『エンメルカルとエン・スフギル・アナ（英語版）』
- ルガルバンダ伝説
  - 『ルガルバンダとアンズー鳥（英語版）』
  - 『ルガルバンダとフルルム山の洞窟（英語版）』
- ギルガメシュ伝説
  - 『ギルガメシュ叙事詩』
- 『ウル滅亡哀歌』